# Gonnelieu
Pour les articles homonymes, voir Gonnelieu (homonymie).
Gonnelieu est une commune française située dans le département du Nord (59), en région Hauts-de-France.

## Géographie
Toponymie
La commune étant située sur un point haut du Cambrésis (135 m), l'origine du nom Gonnelieu pourrait vouloir dire « lieu d'où l'on découvre de loin ».

### Communes limitrophes
|              | Villers-Plouich  |         |
| Gouzeaucourt | Gonnelieu        | Banteux |
|              | Villers-Guislain |         |

### Hydrographie
La commune est située dans le bassin Artois-Picardie. Elle n'est drainée par aucun cours d'eau,.

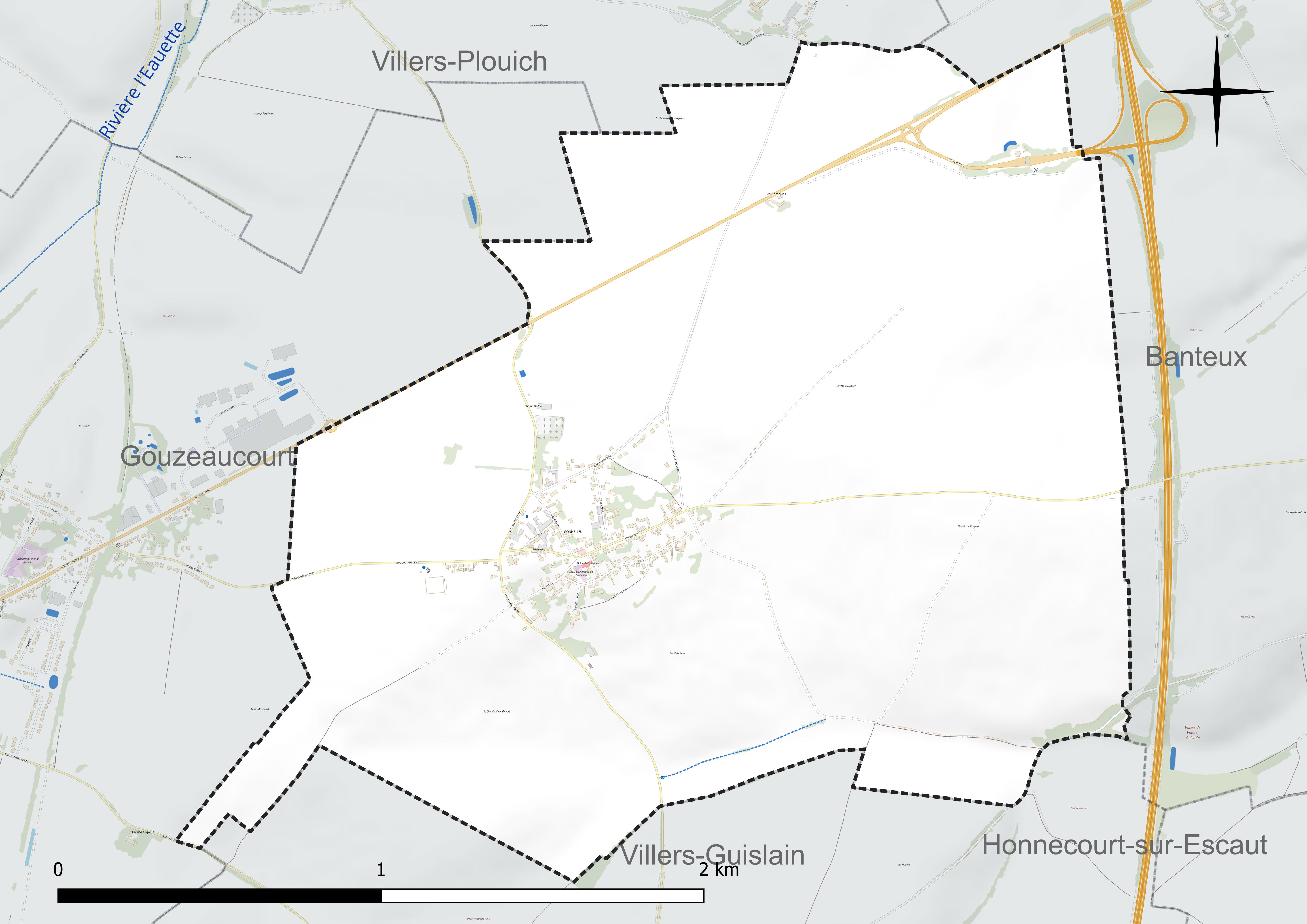
Réseau hydrographique de Gonnelieu.

### Climat
Pour des articles plus généraux, voir Climat des Hauts-de-France et Climat du Nord.
En 2010, le climat de la commune est de type climat océanique dégradé des plaines du Centre et du Nord, selon une étude du CNRS s'appuyant sur une série de données couvrant la période 1971-2000. En 2020, Météo-France publie une typologie des climats de la France métropolitaine dans laquelle la commune est exposée à un climat océanique et est dans la région climatique  Nord-est du bassin Parisien, caractérisée par un ensoleillement médiocre, une pluviométrie moyenne régulièrement répartie au cours de l'année et un hiver froid (3 °C). 
Pour la période 1971-2000, la température annuelle moyenne est de 9,8 °C, avec une amplitude thermique annuelle de 14,7 °C. Le cumul annuel moyen de précipitations est de 722 mm, avec 11,4 jours de précipitations en janvier et 9,1 jours en juillet. Pour la période 1991-2020, la température moyenne annuelle observée sur la station météorologique la plus proche, située sur la commune de Douai à 35 km à vol d'oiseau, est de 11,0 °C et le cumul annuel moyen de précipitations est de 729,2 mm,. Pour l'avenir, les paramètres climatiques de la commune estimés pour 2050 selon différents scénarios d'émission de gaz à effet de serre sont consultables sur un site dédié publié par Météo-France en novembre 2022.

## Urbanisme

### Typologie
Au 1er janvier 2024, Gonnelieu est catégorisée commune rurale à habitat dispersé, selon la nouvelle grille communale de densité à sept niveaux définie par l'Insee en 2022.
Elle est située hors unité urbaine. Par ailleurs la commune fait partie de l'aire d'attraction de Cambrai, dont elle est une commune de la couronne,. Cette aire, qui regroupe 64 communes, est catégorisée dans les aires de 50 000 à moins de 200 000 habitants,.

### Occupation des sols
L'occupation des sols de la commune, telle qu'elle ressort de la base de données européenne d'occupation biophysique des sols Corine Land Cover (CLC), est marquée par l'importance des territoires agricoles (93,1 % en 2018), une proportion sensiblement équivalente à celle de 1990 (92,8 %). La répartition détaillée en 2018 est la suivante : 
terres arables (92,9 %), zones urbanisées (6,9 %), zones agricoles hétérogènes (0,2 %). L'évolution de l'occupation des sols de la commune et de ses infrastructures peut être observée sur les différentes représentations cartographiques du territoire : la carte de Cassini (XVIIIe siècle), la carte d'état-major (1820-1866) et les cartes ou photos aériennes de l'IGN pour la période actuelle (1950 à aujourd'hui).

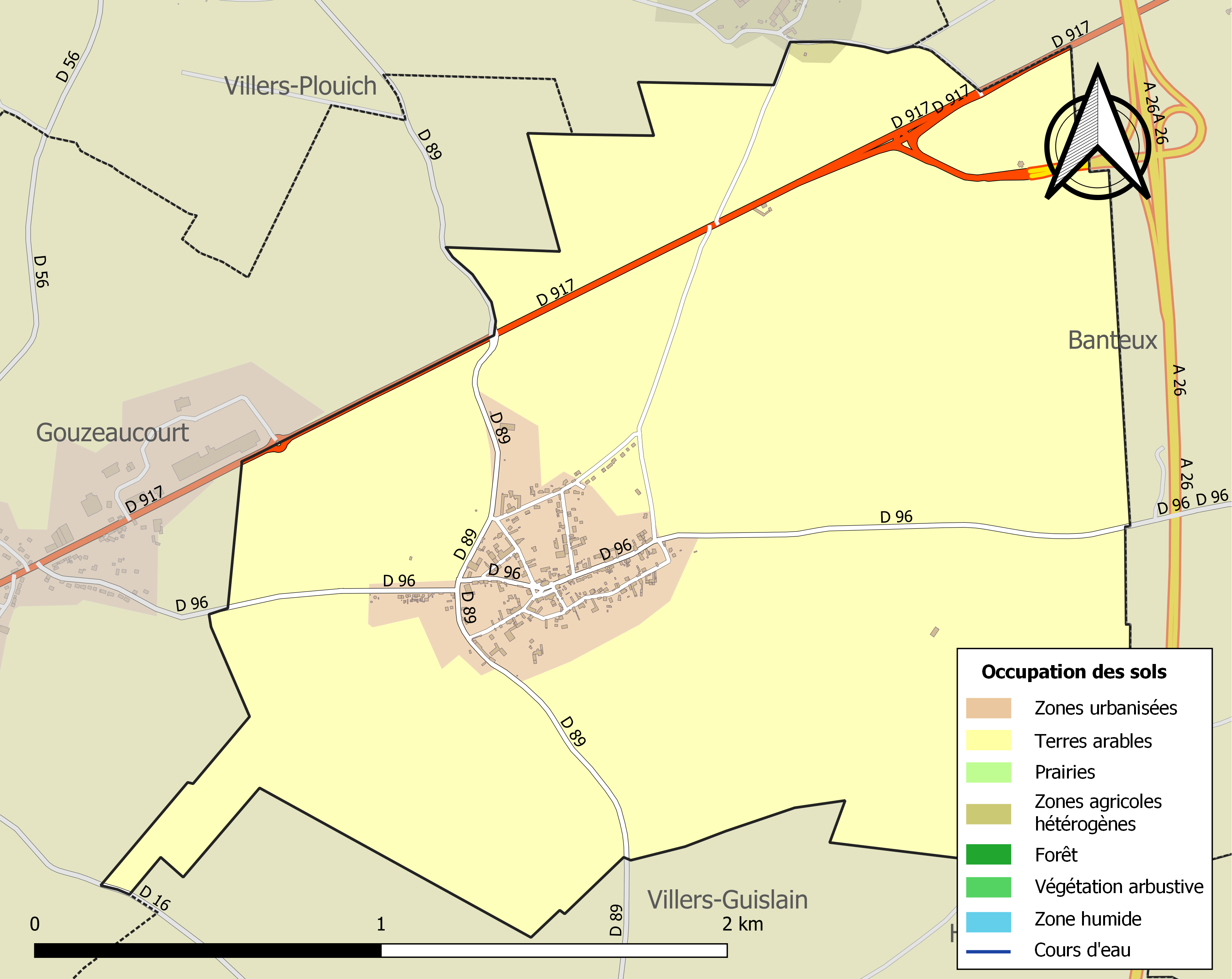
Carte des infrastructures et de l'occupation des sols de la commune en 2018 (CLC).

### Voies de communication et transports
La commune est desservie par le réseau de transports urbains de la Communauté d'agglomération de Cambrai appelé TUC (Transports Urbains du Cambrésis), par la ligne 14,. La ligne S120 permet de rejoindre le collège de secteur à Gouzeaucourt.

## Histoire
Vers 1739, Arnould-Hubert Lemerchier est seigneur de Gonnelieu. Il a épousé Marie-Angélique-Augustine de Bourchault.
Vers 1787, Dominique-Gabriel Lemerchier, écuyer, est seigneur de Gonnelieu, grand bailli de la ville d'Albert. Il a épousé Madelaine-Françoise-Lucie Mathieu d'Ablaincourt.
En novembre 1917, l'armée anglaise (12th Division) dans le cadre de la Bataille de Cambrai (1917) est à Gonnelieu pour former un front défensif avec la 55th (West Lancashire) Division.
À la suite de la Bataille de Picardie (8 au 15 août 1918), l'occupant allemand tend à reculer. Le 9 août 1918, le corps d'armée du général Jacquot attaque à 16 heures le secteur sud de Montdidier, sur le front Gonnelieu, le Ployron.
En octobre 1918, les soldats Anglais ont repoussé l'armée allemande dans le secteur Saint-Quentin - Cambrai. Ils sont à Thorigny, Gonnelieu et ont atteint Crèvecœur-sur-l'Escaut, Tilloy et Proville encerclant peu à peu Cambrai. L'armée allemande maintient sa politique de terre brûlée et incendie Cambrai.

## Héraldique
|  | Les armes de Gonnelieu se blasonnent ainsi : "D'or à la bande de sable." |

## Politique et administration

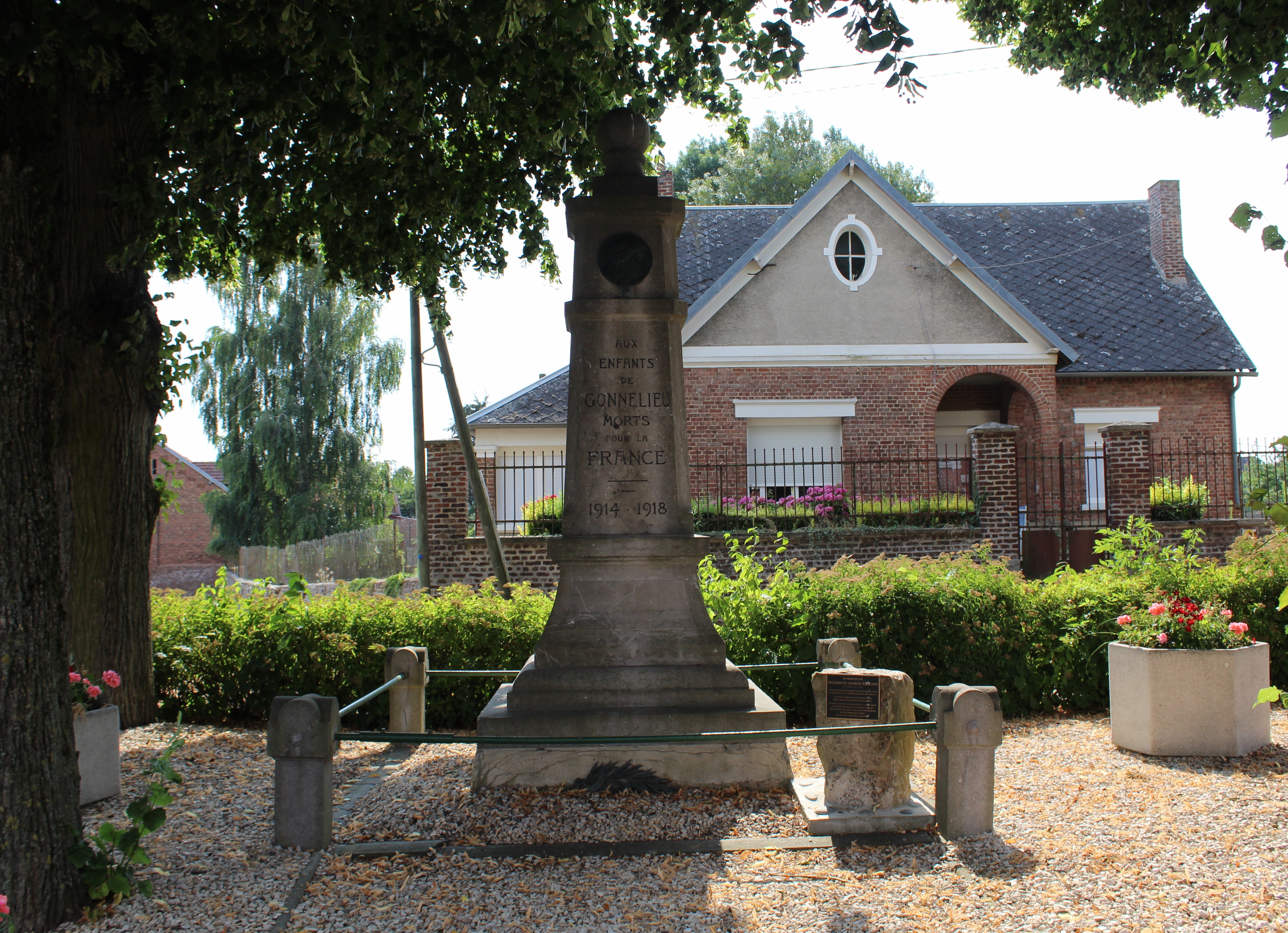
Le Monument aux Morts.

Maire en 1802-1803 : Pierre Jos. Dubois.

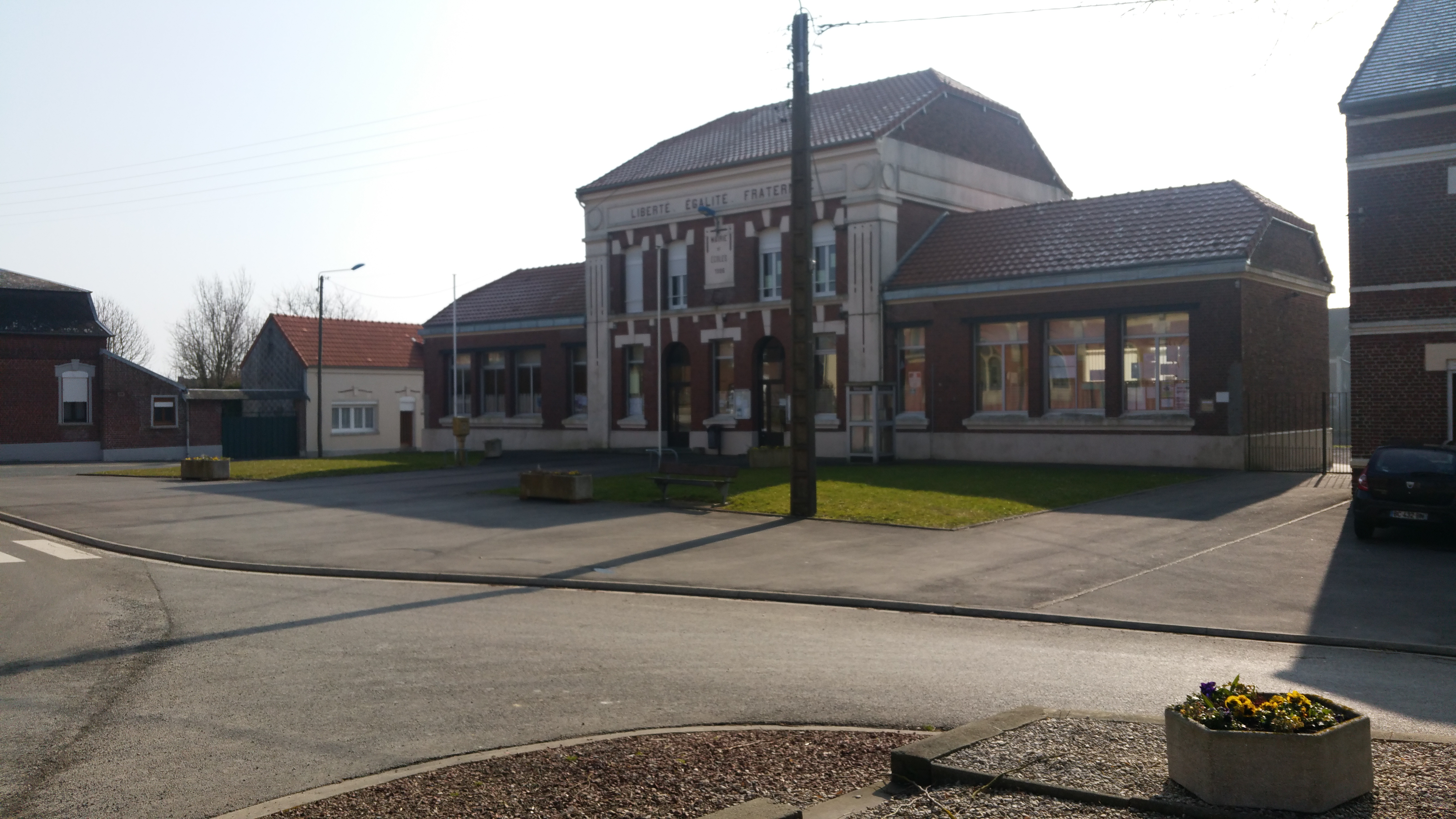
La mairie

Maire en 1807 : Caille (A.).
| Période                                  | Période  | Identité       | Étiquette | Qualité |
| ---------------------------------------- | -------- | -------------- | --------- | ------- |
| avant 1981                               | ?        | Jean Fouquet   |           |         |
| avant 1981                               | mai 2020 | Roland Carrez  |           |         |
| mai 2020                                 | En cours | Karine Morelle |           |         |
| Les données manquantes sont à compléter. |          |                |           |         |

## Population et société

### Démographie

#### Évolution démographique
L'évolution du nombre d'habitants est connue à travers les recensements de la population effectués dans la commune depuis 1793. Pour les communes de moins de 10 000 habitants, une enquête de recensement portant sur toute la population est réalisée tous les cinq ans, les populations de référence des années intermédiaires étant quant à elles estimées par interpolation ou extrapolation. Pour la commune, le premier recensement exhaustif entrant dans le cadre du nouveau dispositif a été réalisé en 2006.

En 2022, la commune comptait 283 habitants, en évolution de −9,58 % par rapport à 2016 (Nord : +0,51 %, France hors Mayotte : +2,11 %).
| 1793 | 1800 | 1806 | 1821 | 1831 | 1836 | 1841 | 1846 | 1851 |
| ---- | ---- | ---- | ---- | ---- | ---- | ---- | ---- | ---- |
| 486  | 389  | 394  | 710  | 893  | 889  | 900  | 942  | 915  |

| 1856 | 1861  | 1866 | 1872 | 1876 | 1881 | 1886 | 1891 | 1896 |
| ---- | ----- | ---- | ---- | ---- | ---- | ---- | ---- | ---- |
| 905  | 1 008 | 997  | 973  | 986  | 868  | 845  | 817  | 810  |

| 1901 | 1906 | 1911 | 1921 | 1926 | 1931 | 1936 | 1946 | 1954 |
| ---- | ---- | ---- | ---- | ---- | ---- | ---- | ---- | ---- |
| 736  | 760  | 682  | 405  | 443  | 383  | 372  | 311  | 337  |

| 1962 | 1968 | 1975 | 1982 | 1990 | 1999 | 2006 | 2011 | 2016 |
| ---- | ---- | ---- | ---- | ---- | ---- | ---- | ---- | ---- |
| 328  | 310  | 273  | 276  | 272  | 266  | 280  | 339  | 313  |

| 2021 | 2022 | - | - | - | - | - | - | - |
| ---- | ---- | - | - | - | - | - | - | - |
| 289  | 283  | - | - | - | - | - | - | - |

#### Pyramide des âges
La population de la commune est relativement jeune.
En 2018, le taux de personnes d'un âge inférieur à 30 ans s'élève à 32,5 %, soit en dessous de la moyenne départementale (39,5 %). À l'inverse, le taux de personnes d'âge supérieur à 60 ans est de 22,4 % la même année, alors qu'il est de 22,5 % au niveau départemental.
En 2018, la commune comptait 153 hommes pour 151 femmes, soit un taux de 50,33 % d'hommes, largement supérieur au taux départemental (48,23 %).
Les pyramides des âges de la commune et du département s'établissent comme suit.
| Hommes | Classe d’âge | Femmes |
| ------ | ------------ | ------ |
| 0,6    | 90 ou +      | 2,0    |
| 2,0    | 75-89 ans    | 8,4    |
| 14,5   | 60-74 ans    | 17,5   |
| 24,6   | 45-59 ans    | 18,3   |
| 25,7   | 30-44 ans    | 21,4   |
| 12,9   | 15-29 ans    | 15,9   |
| 19,6   | 0-14 ans     | 16,6   |

| Hommes | Classe d’âge | Femmes |
| ------ | ------------ | ------ |
| 0,5    | 90 ou +      | 1,4    |
| 5,3    | 75-89 ans    | 8,1    |
| 14,8   | 60-74 ans    | 16,2   |
| 19,1   | 45-59 ans    | 18,4   |
| 19,5   | 30-44 ans    | 18,7   |
| 20,7   | 15-29 ans    | 19,1   |
| 20,2   | 0-14 ans     | 18     |

## Personnalités liées à la commune
- Jules Elby, (1857-1933), homme politique français
- Nicolas Merindol, né le 20 février 1961 à Cambrai, est originaire de Gonnelieu[réf. nécessaire].

## Pour approfondir